# Iskæmisk hjertesygdom
Iskæmisk hjertesygdom er karakteriseret ved reduceret ilttilførsel til hjertemuskelen, som skyldes forsnævrede eller blokerede kranspulsårer.

## Former
Iskæmisk hjertesygdom kan, afhængig af sværhedsgrad, vise sig som:
- Stabil angina pectoris (hjertekrampe): Periodevise smerter i brystet udløst af fysisk/psykisk anstrengelse eller koldt vejr.
- Akut koronart syndrom: Akutte brystsmerter med udstråling til venstre arm/skulder. Inddeles i:
  - Ustabil angina pectoris
  - Akut myokardieinfarkt (blodprop i hjertet)

Iskæmisk hjertesygdom kan desuden føre til udvikling af hjerteinsufficiens.

## Risikofaktorer
Risikoen for at udvikle iskæmisk hjertesygdom stiger med alder, rygning, højt kolesterol, diabetes, for højt blodtryk og er mere almindeligt blandt mænd.